# Елізабет (гора)
Елізабет (англ. Mount Elizabeth) — гора у Східній Антарктиді, друга за висотою вершина, після гори Кіркпатрик (4528 м), хребта Королеви Олександри що в Трансантарктичних горах. Її висота становить 4480 м над рівнем моря.

## Географія
Гора розташована у Східній Антарктиді, на Території Росса, в хребті Королеви Олександри, який є складовою частиною Трансантарктичних гір, приблизно за 54 км на північ — північний схід від гори Кіркпатрик (4528 м), за 11 км на південь від гори Енн (3872 м), та за 148 км на південний-схід від гори Маркем (4350 м).

## Відкриття
Вершина була відкрита в ході Британської антарктичної експедиції (експедиція «Німрод») 1907–1909 років під керівництвом англійського полярного дослідника Ернеста Шеклтона і була названа на честь Елізабет Доусон-Ламбтон, прихильниці і меценатки цієї експедиції.

## Події
23 січня 2013 року літак Twin Otter канадської авіакомпанії «Kenn Borek Air» з трьома канадцями на борту, зазнав аварії на горі Елізабет, (Хребет Королеви Олександри), врізавшись у круті, покриті снігом та льодом, схили гори на висоті 3960 метрів над рівнем моря. Всі три члени екіпажу загинули. Літак прямував за маршрутом із американської науково-дослідної станції Амундсен-Скотт (Південний полюс) до італійської станції Зучеллі в затоці Терра Нова (Море Росса, біля берегів Землі Вікторії). Пошуково-рятувальна експедиція встановила візуальний контакт з місцем аварії літака, тільки пізно вночі 25 січня.
В процесі розслідування, було встановлено, що причиною аварії стала густа хмарність в цій області, і схили гори Елізабет, були приховані від поля зору екіпажу. Екіпаж, ймовірно за 45 секунд до удару, отримав попередження приладів про стрімке наближення гірської поверхні. Пілотом була зроблена спроба маневру, але технічні характеристики літака не дозволили вчасно змінити маршрут польоту і уникнути зіткнення із поверхнею гори.